# Exegi monumentum
Exegi monumentum (лат. Я спорудив пам'ятник) — ода Горація, заключна в третій книзі «Од» (Carm. III, 30). Відома також під назвою «До Мельпомени» (лат. Ad Melpomenem): Мельпомена традиційно вважається музою трагедії, але спочатку розумілася як муза пісні взагалі. У вірші 16 рядків, він написаний малим асклепіадовим віршем.
Зміст оди — міркування автора про основні досягнення свого життя і своєї творчості; у фіналі — звернення до Мельпомени із закликом увінчати автора лавровим вінком. На думку деяких фахівців, фінал вірша містить також звернення до неназваного Мецената.
Цей вірш дав початок новому поетичному жанру — «пам'ятнику», в якому автор, найчастіше взявши за основу композицію оди Горація і її перший рядок, говорить про свої заслуги перед поезією, про свої нововведення, які повинні зберегтися у пам'яті нащадків, обезсмертити його ім'я. У цьому сенсі «пам'ятником» можна назвати і заключні рядки поеми Овідія «Метаморфози» («Перетворення») — «Iamque opus exegi …». Вірші «Пам'ятник», апелюючі до першоджерела Горація, писали Ломоносов, Державін (див. його «Пам'ятник»), Пушкін (Я памятник себе воздвиг нерукотворный), Йосип Бродський, Володимир Висоцький та інші.